# Història de Tanzània

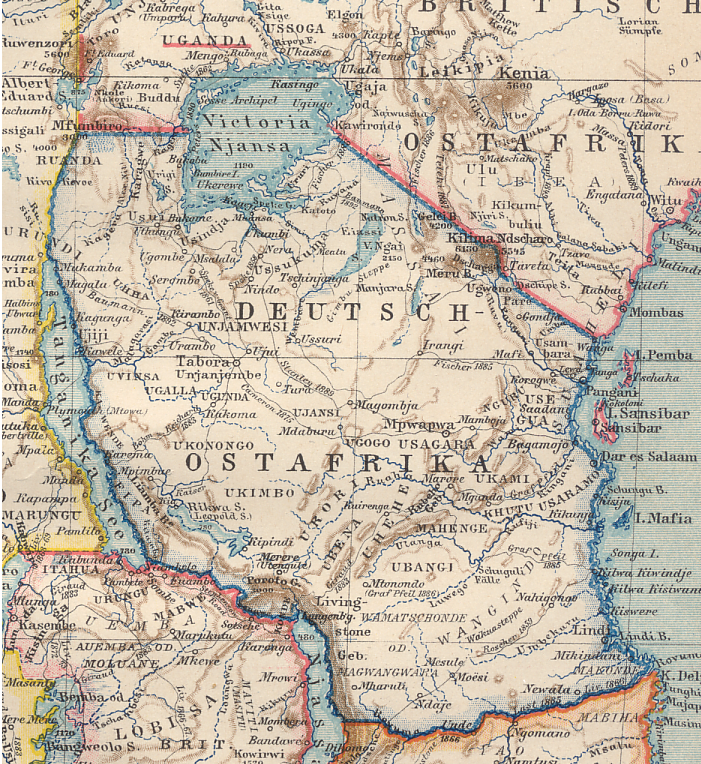
Mapa de l'any 1894 de l'Àfrica Oriental Alemanya

El que avui és Tanzània va ser una colònia alemanya coneguda com a Àfrica Oriental Alemanya des del voltant del 1880 fins al 1919. Va estar sota control del Regne Unit entre 1919 i 1961. Poc després de la independència, la República de Tanganyika i Zanzíbar es van unir per formar Tanzània el 26 d'abril de 1964. L'unipartidisme hi va acabar el 1995, any en què es van celebrar les primeres eleccions democràtiques a l'estat des de la dècada de 1970.

## Història precolonial
La famosa gorja d'Olduvai, al nord del llac Tanganyika ha aportat interessants proves sobre la prehistòria a la zona, incloent-hi restes fòssils d'alguns dels ancestres més primerencs de la humanitat. Els descobriments suggereixen que l'Àfrica oriental podria haver estat el lloc on va aparèixer l'ésser humà.
Se sap poc de la història de la Tanganyica interior durant els segles passats. Es creu que la zona va ser habitada per grups ètnics que parlaven llengües amb sons similars a les dels boiximans i els hotentots del sud d'Àfrica. Tot i que encara queden restes d'aquestes primeres tribus, la major part foren desplaçades per agricultors bantus que van migrar cap a l'oest i el sud, i per nilòtics i altres pobles relacionats del nord. Alguns d'aquests grups van formar societats ben organitzades i controlaven extenses àrees fins al moment en què els mercaders àrabs, els exploradors europeus i els missioners van penetrar-ne a l'interior a la primera meitat del segle xix.
La zona costanera en fou la primera a sentir l'impacte de la influència exterior, al començament de la nostra era. Rapta, el mercat més meridional d'Azània, era conegut pels mercaders del període de l'Imperi Romà.
Després, els mercaders àrabs van establir-ne llocs comercials a la costa. Potser ja al segle viii. Al segle xii, els mercaders i els immigrants venien de tan lluny com des de Pèrsia (actual Iran) i l'Índia. Els nadius van construir ciutats i estats comercials al llarg de la costa, i la més important n'és Kibaha, un assentament que va existir fins que els portuguesos el van destruir a principis del segle xvi.
El navegant portuguès Vasco da Gama explorà la costa de l'Àfrica Oriental el 1498, durant el seu viatge a l'Índia. El 1506 els portuguesos van reivindicar el control de tota la costa. Aquest control, però, fou nominal, ja que ni van colonitzar l'àrea ni n'exploraren l'interior. Ajudats pels àrabs omanites, els habitants indígenes de la costa van tenir èxit a mantenir els portuguesos fora de la zona al nord del riu Rovuma. El sultà omanita Seyyid Said (l804-56) va traslladar la seva capital a Zanzíbar el 1841 per reclamar-ne el territori costaner.
Les regions de l'interior eren encara molt desconegudes pels europeus. Una part de la regió dels Grans Llacs d'Àfrica, a l'oest del llac Victòria, era formada per molts petits regnes entre els quals destacaven Karagwe i Buzinza, que van ser dominats pels seus veïns més poderosos Ruanda, Burundi i Buganda. L'exploració europea de l'interior començà a mitjan segle xix. Dos missioners alemanys van arribar al Kilimanjaro a la dècada de 1840. Els exploradors britànics Richard Burton i John Hanning Speke van creuar el llac Tanganyika el 1857. David Livingstone, l'explorador i missioner escocès que lluità contra el tràfic d'esclaus, va establir la seva última missió a Ujiji, on Henry Morton Stanley, un explorador i periodista nord-americà enviat pel New York Herald, va aconseguir trobar-lo.

## Colonialisme
El 1884 es van plantejar els interessos colonials alemanys. Karl Peters, que formà la Societat per a la Colonització Alemanya, va signar una sèrie de tractats amb els caps tribals de l'interior, pels quals aquests acceptaven la "protecció" d'Alemanya. El govern del príncep Otto von Bismarck va fer costat a Peters en l'establiment de la Companyia Alemanya de l'Àfrica Oriental.
El 1886 i el 1890 la Gran Bretanya i Alemanya van signar uns acords que establien les esferes d'influència britànica i alemanya a l'interior de l'Àfrica Oriental i al llarg de la franja costanera prèviament reclamada pel sultà omanita de Zanzíbar. El 1891 el govern alemany va prendre l'administració directa del territori de la Companyia Alemanya de l'Àfrica Oriental i nomenà un governador amb seu a Dar es Salaam.
Tot i que l'administració colonial alemanya portà a Tanganyica nous cultius, ferrocarrils i carreteres, el govern dels europeus hi provocà la resistència africana. Entre 1891 i 1894, els hehe (dirigits pel cap Mkwawa) es van resistir a l'expansió alemanya, però foren finalment derrotats. Després d'un període de guerra de guerrilles, Mkwawa acabà suïcidant-se el 1898. La resistència culminà amb la rebel·lió Maji Maji de 1905-1907. La revolta, que uní temporalment a diverses tribus meridionals i que només acabà després que uns 120.000 africans morissin en el conflicte o per fam, és considerada per la majoria dels tanzans com el primer fenomen de nacionalisme, encara que molts historiadors discrepen d'aquesta conclusió. Segons els investigadors, les hostilitats tradicionals van exercir un important paper en la rebel·lió.
Durant la Primera Guerra Mundial l'intent britànic d'invasió fou avortat pel general alemany Paul von Lettow-Vorbeck en la batalla de Tanga.
El domini colonial alemany sobre Tanganyika va concloure després de la Primera Guerra mundial, moment en què la major part del territori passà al Regne Unit sota mandat de la Societat de Nacions. A més li va correspondre la riba occidental del llac Victòria, que amb anterioritat havia estat part de les colònies alemanyes de Ruanda i Burundi.
Després de la Segona Guerra Mundial Tanganyika es va convertir en territori en fideïcomís de les Nacions Unides sota control britànic. En els anys que van seguir Tanganyika anà avançant cap a l'autogovern i la independència.

## Independència
El 1954, Julius Nyerere, un mestre d'escola que en aquells dies era un dels dos únics habitants de Tanganyika que havien estudiat a la universitat a l'estranger, organitzà un partit polític, la Unió Nacional Africana de Tanganyika (TANU).
El maig de 1961, Tanganyika passa a ser autònoma i Nyerere n'esdevingué primer ministre sota una nova constitució. La independència total es va aconseguir el 9 de desembre de 1961. Nyerere va ser elegit president i Tanganyica es va convertir en membre de la Commonwealth un any després de la independència.

## Zanzíbar
Zanzíbar, un primerenc centre comercial arabopersa, va caure sota control dels portuguesos durant els segles xvi i xvii, fins que fou recuperat pels àrabs omanites a principis del segle xviii. El màxim auge del període àrab es va aconseguir amb el sultà Seyyid Said, que va incentivar el desenvolupament de les plantacions de clau, utilitzant mà d'obra esclavitzada.
Els àrabs van establir les seves guarnicions a Zanzíbar, l'illa de Pemba i Kilwa i van desenvolupar un lucratiu comerç de persones esclavitzades i d'ivori. El 1840, Said havia traslladat la seva capital des de Masqat a Zanzíbar i havia establert una elit àrab dominant. El comerç a l'illa va començar a caure en mans de mercaders del subcontinent indi, als quals Said va animar a establir-se a l'illa.
Les espècies de Zanzíbar van atreure vaixells de llocs tan llunyans com els Estats Units. Es va establir un consolat nord-americà a l'illa el 1837. L'interès inicial del Regne Unit per Zanzíbar estava motivat tant pel comerç com per la determinació d'acabar amb el tràfic d'esclaus. El 1822, els britànics van signar el primer d'una sèrie de tractats amb el sultà Said per disminuir aquest comerç, però no va ser fins al 1876 que es va prohibir el tràfic d'esclaus.
L'acord angloalemany de 1890 convertí a Zanzíbar i Pemba en protectorats britànics, mentre que Caprivi, a Namíbia, passà a ser un protectorat alemany. El govern britànic, mitjançant el sultà, va resistir gairebé canvis des de finals del segle xix fins després de la Segona Guerra Mundial.
El 26 d'abril de 1964, la República de Tanganyika s'uní amb Zanzíbar per formar la República Unida de Tanganyica i Zanzíbar, que va canviar el nom pel de República Unida de Tanzània el 29 d'octubre de 1964.

## República Unida de Tanzània
Zanzíbar va obtenir la seva independència del Regne Unit el 19 de desembre de 1963, com a monarquia constitucional sota el sultà. El 12 de gener de 1964, la majoria africana es rebel·là contra el sultà i donà lloc a un nou govern presidit pel líder de l'ASP, Abeid Karume, com a president de Zanzíbar i del Consell Revolucionari. Sota els termes de la seva unió política amb la República de Tanganyika a l'abril de 1964, el govern de Zanzíbar retenia considerable autonomia local.
Per formar un únic partit governant en ambdues zones de la unió, Nyerere va unir el Tanu amb el partit governant a Zanzíbar, el Partit Afro-Shirazi de Zanzíbar, i donà lloc al CCM (Partit Revolucionari), el 5 de febrer de 1977. La fusió va ser reforçada pels principis anunciats en la Constitució de la Unió el 1982 i reafirmada en la Constitució de 1984.

### Intenció d'expulsar els massais de les seves terres ancestrals
El govern de Tanzània emeté una ordre als massais per expulsar-los de les seves terres ancestrals vora el Parc Nacional del Serengeti perquè hi volen fer una reserva de caça per a la família de l'emir de Dubai. Això és contrari al que havia decidit feia un any, quan havia optat per deixar-los el seu propi territori. El 18 de novembre de 2014 els seus representants es reuniren amb el primer ministre Mizengo Pinda per manifestar-li que hi estaven totalment en contra perquè aquesta zona és fonamental per a la seva supervivència, ja que la necessiten per a la pastura dels seus ramats, que són la base de la seva economia. El 2016 el govern tanzanès els havia ofert una compensació d'uns 460.000 euros, que havien refusat, ja que consideraven que no podien vendre les seves terres per la seva importància econòmica i sentimental.